# Clytraschema chabrillacii
Clytraschema chabrillacii är en skalbaggsart som beskrevs av Thomson 1857. Clytraschema chabrillacii ingår i släktet Clytraschema och familjen långhorningar. Inga underarter finns listade i Catalogue of Life.